# Szpera

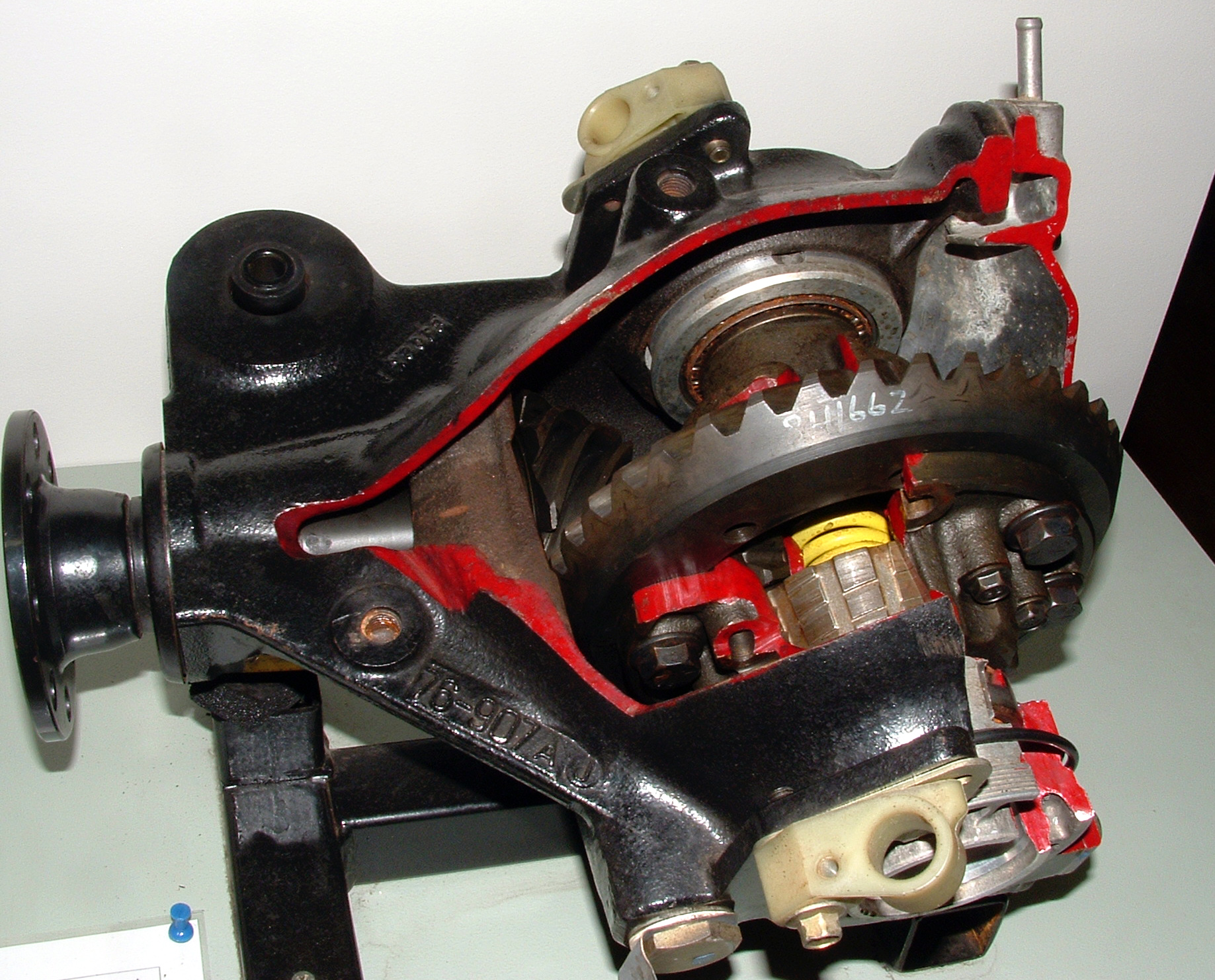
Szpera typu stożkowego

Szpera (LSD) (od niem. Sperrdifferenzial) – mechanizm różnicowy o ograniczonym poślizgu wewnętrznym, który ma ograniczyć działanie stożkowego mechanizmu różnicowego. Montowany na osi. Ma to na celu zmniejszyć różnice prędkości kół podczas jazdy po łuku. Najczęściej używa się ich w samochodach sportowych, by podczas zakrętu miały wciąż możliwość przyspieszania. Stosuje się ją w samochodach o dużej mocy.
Szpery dzielą się na dwa rodzaje: mechaniczne i elektryczne.
Szpera mechaniczna stara się równo rozdzielić moment sił obrotowych na koła. Jest bardzo popularna w samochodach wyścigowych.
Szpera elektroniczna monitoruje prędkość kół, i po wykryciu różnicy wyhamowuje jedno z kół. Jest tańsza w produkcji od szpery mechanicznej, lecz zużywa szybciej mechanizm hamulcowy.
Szpera też umożliwia rozpędzenie się auta na nierównej powierzchni.